# Organizație profesională
Organizația profesională, cunoscută și sub denumirea de asociație comercială, asociație de afaceri, asociație sectorială sau organism de industrie, este o organizație fondată și finanțată de companii care operează într-o anumită industrie. O asociație comercială din industrie participă la activități de relații publice, precum publicitate, educație, publicare, lobby și donații politice, dar accentul său este colaborarea între companii. Asociațiile pot oferi alte servicii, cum ar fi producerea de conferințe, organizarea de rețele sau evenimente caritabile sau oferirea de clase sau materiale educaționale. Multe asociații sunt organizații non-profit guvernate de statut și direcționate de ofițeri care sunt, de asemenea, membri.
În țările cu economie de piață socială, rolul asociațiilor comerciale este adesea asumat de organizațiile patronale, care de asemenea au un rol în dialogul social.